# Лебон, Филипп
Фили́пп Лебо́н (фр. Philippe Lebon, 29 мая 1767 — 1 декабря 1804 года) — французский инженер; считается изобретателем газового освещения; профессор механики в Школе мостов и дорог в Париже.
В 1790-е гг. начал опыты над получением светильного газа посредством сухой перегонки древесины, в 1799 году получил на этот способ патент. В том же году создал так называемую термолампу с использованием светильного газа. Изобретение его было применено в Англии.
В 1801 году предложил двигатель внутреннего сгорания со сжатием смеси газа и воздуха.